# أرصفة سانت باولي
أرصفة سانت باولي البحرية ((بالألمانية: St. Pauli Landungsbrücken)‏، غالبا مايشار إليها بـ Landungsbrücken; تُلفظ بالألمانية: [ˈlandʊŋsˌbʀʏkn̩])، وهي تعد أكبر محطة رسو في ميناء هامبورغ، ألمانيا، وهي أيضاً واحدة من المعالم السياحية البارزة في مدينة هامبورغ.
تقع الأرصفة في سانت باولي منطقة في هامبورغ، بين الميناء السفلي وسوق السمك، على ضفاف نهر إلبه. تشكل الأرصفة في الوقت الحالي منطقة محور نقل مركزية، للتصل بخطوط شبكة السكك الحديدية أس-بان و يو-بان ومحطات للعبارات، و مركز سياحي مهم لما يحتويه على عدد هائل من المطاعم ونقاط مغادرة للقوارب السياحية. هنالك مدخل إلى نفق إلبه القديم في الحافة الغربية للأرصفة.